# Ruente
Ruente település Spanyolországban, Kantábria autonóm közösségben. Ruente Cabezón de la Sal, Cabuérniga, Valdáliga, Cieza, Mazcuerras, Arenas de Iguña és Los Tojos községekkel határos. Lakosainak száma 1072 fő (2024).

## Népesség
A település népessége az elmúlt években az alábbi módon változott:
| Lakosok száma | 969  | 985  | 1022 | 1022 | 1041 | 1034 | 1031 | 1016 | 1045 | 1072 |
|               | 2001 | 2004 | 2007 | 2009 | 2012 | 2014 | 2017 | 2019 | 2022 | 2024 |